# Смирнов Микола Олександрович (Герой Радянського Союзу)
Микола Олександрович Смирнов (1917—1965) — сержант Робітничо-селянської Червоної армії, учасник німецько-радянської війни, Герой Радянського Союзу (1945).

## Біографія
Микола Смирнов народився 15 січня 1917 року в селі Мале Дороніно (нині — Кадийський район Костромської області). До призову в армію проживав у місті Антрацит Ворошиловградської області Української РСР, працював на шахті. У 1940 році Смирнов був призваний на службу в РСЧА. Із початку німецько-радянської війни — на її фронтах.
До квітня 1945 року сержант Микола Смирнов командував гарматою 560-го артилерійського полку 319-ї стрілецької дивізії 43-ї армії 3-го Білоруського фронту. Відзначився під час штурму Кенігсберга. 8 квітня 1945 року розрахунок Смирнова брав участь у штурмі форту № 6, завдавши противнику великих втрат. У критичний момент бою, залишившись один з усього розрахунку, Смирнов продовжував вести вогонь. Всього ж 8-9 квітня 1945 року він зі своїми товаришами знищив 4 артилерійських знаряддь, 5 кулеметних розрахунків і 2 ДЗОТи.
Указом Президії Верховної ради СРСР від 19 квітня 1945 року сержант Микола Смирнов був удостоєний високого звання Героя Радянського Союзу з врученням ордена Леніна та медалі «Золота Зірка».
Після закінчення війни Смирнов був демобілізований. Проживав і працював спочатку в Антрациті, потім у Ленінграді. Раптово помер 28 червня 1965 року, похований на Невському військовому кладовищі Санкт-Петербурга.
Був також нагороджений орденами Слави ІІ та ІІІ ступенів, низкою інших медалей.